# 堀直為
堀 直為（ほり なおゆき）は、越後村松藩の第4代藩主。直寄系支流堀家4代。官位は従五位下、左京亮。

## 経歴
宝永5年（1708年）、兄・直道が廃嫡されたため嫡子となる。正徳元年（1711年）、父の隠居により家督を継いだ。大坂加番などを務め、元文元年（1736年）隠居した。跡を長男の直堯が継ぎ、寛保3年（1743年）に死去した。

## 系譜
父母
- 堀直利（父）

正室
- 小出英貞の娘

子女
- 堀直堯（長男）